# SWM
SWM или Speedy Working Motors (斯威汽车) — подразделение компании Brilliance Shineray, основанное 27 июля 2016 года. Центр дизайна был основан в Милане, а производственная линия — в Чунцине.

## История
В 2012 году компания из Китая Shineray Group (материнская Brilliance Shineray) совместно с австрийским производителем мотоциклов Husqvarna Motorcycles приобрела итальянский бренд мотоциклов SWM, существовавший в 1971-1984 годах. Возрождение бренда SWM началось с показа шести новых моделей мотоциклов на выставке EICMA 2014. Планировалось, что SWM продолжит производство мотоциклов в Италии, используя некоторые из своих двигателей, приобретенных у Husqvarna (двигатели заменены агрегатами KTM после приобретения Peirer). Однако, завод в Италии был продан итальянскому производителю мотоциклов MV Agusta, а бренд был представлен как автомобильный в 2016 году в Китае, первой моделью стал кроссовер SWM X7.
Марка не входит в число лидеров на домашнем рынке Китая, если первые годы со средними продажами в 50 тыс. автомобилей в год входила в ТОП-50 рынка, то с 2021 года утратила и эти позиции. На внешние рынки вышла в 2023 году, но лишь полторы сотни машин было продано в Чили и Испании.
Статистика продаж в Китае:
- 2023 год - 24 086
- 2022 год - 33 146
- 2021 год - 37 458
- 2020 год - 50 609
- 2019 год - 53 286
- 2018 год - 57 388
- 2017 год - 64 252
- 2016 год - 25 688

### В России
О выходе на рынок России было заявлено ещё весной 2023 года, была начата сборка на «Автоторе», но старт продаж откладывался из-за проблем с дистрибьютором, реальные продажи начаты с 2024 года: в январе на учет встало 35 машин, в феврале – 66, а к марту, по словам дистрибьютора, уже отгружено дилерам порядка 300 машин, официально SWM начала продажи в России в марте 2024 года с моделью SWM G01/G01F, в декабре добавилась модель SWM G05 Pro, в мае–июне 2025 года ожидается выход модели SWM G03F.

## Модельный ряд

### Текущий
- SWM Tiger
- SWM G01
- SWM G05
- SWM X3
- SWM X2
- SWM X30L EV

### Модели, снятые с производства
- SWM X7

## Галерея

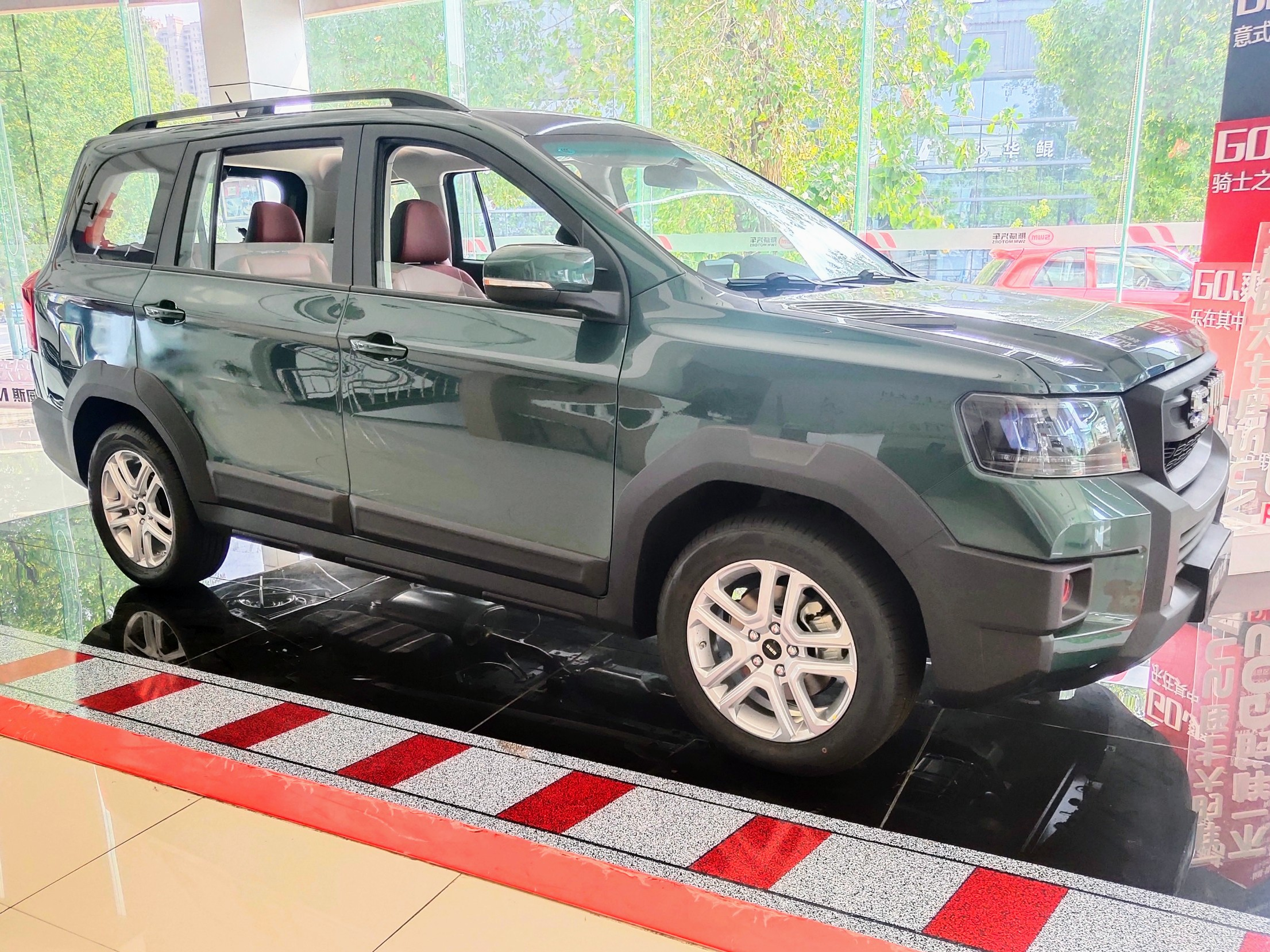
SWM Tiger
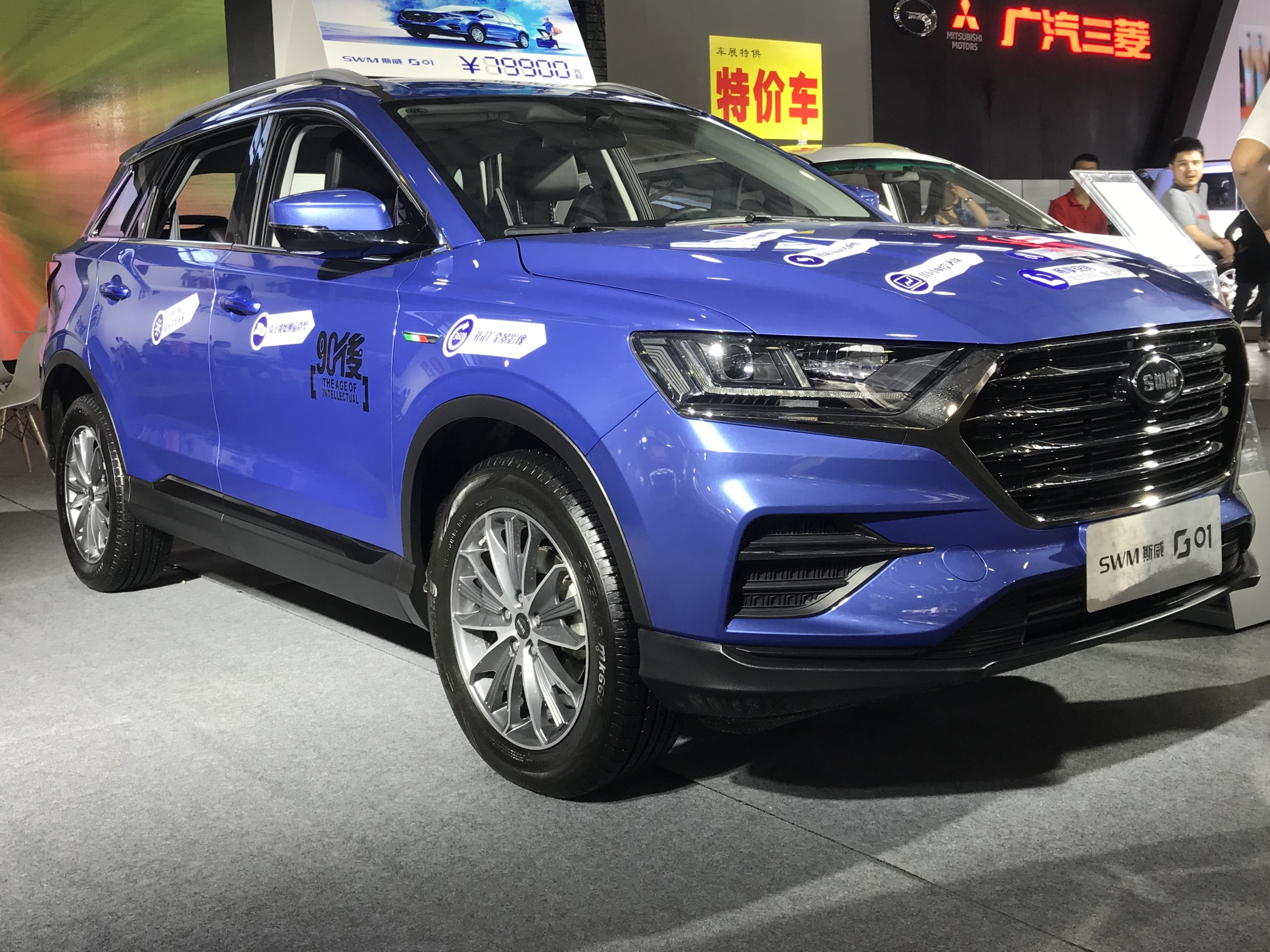
SWM G01
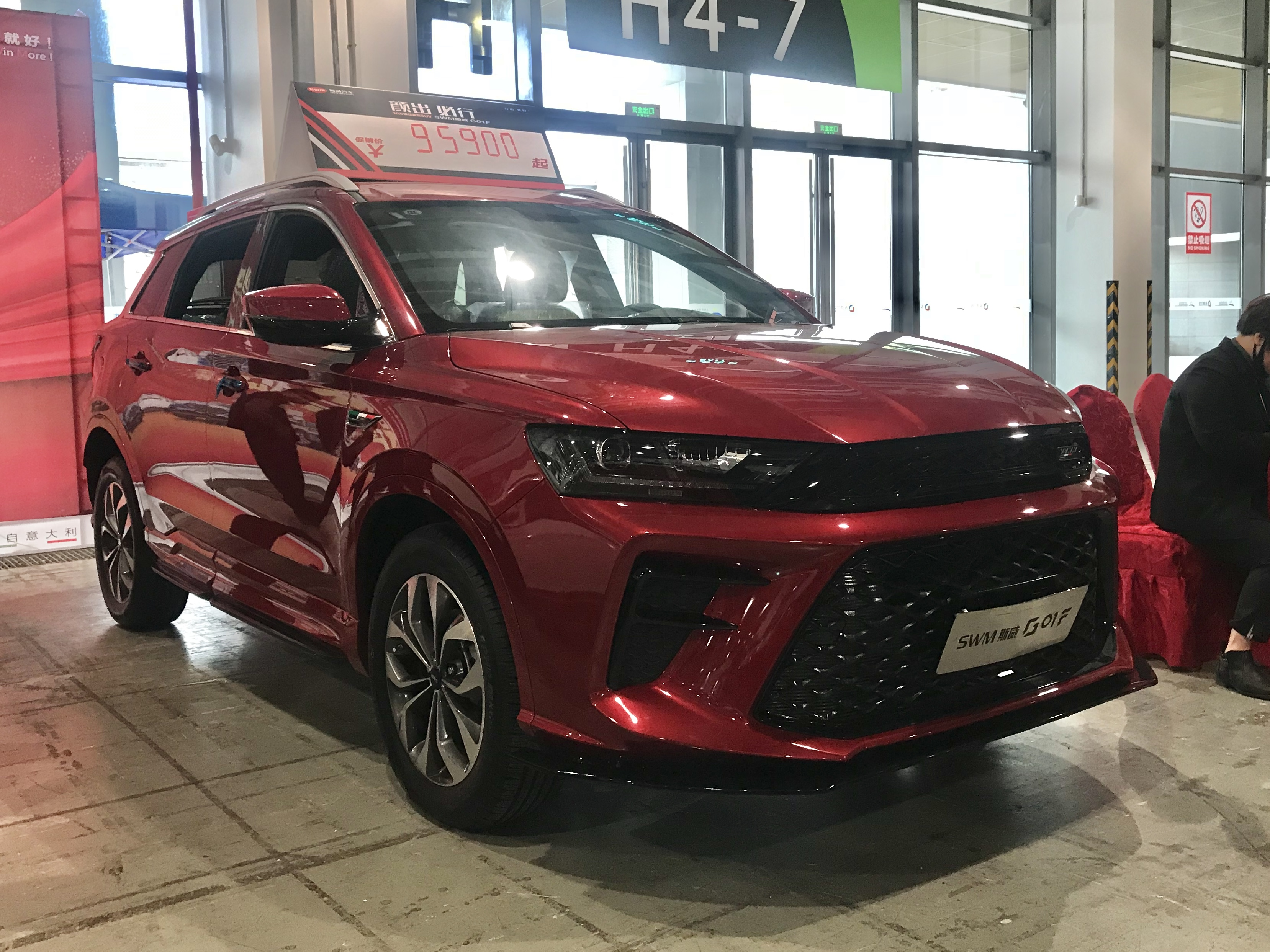
SWM G01 F-edition
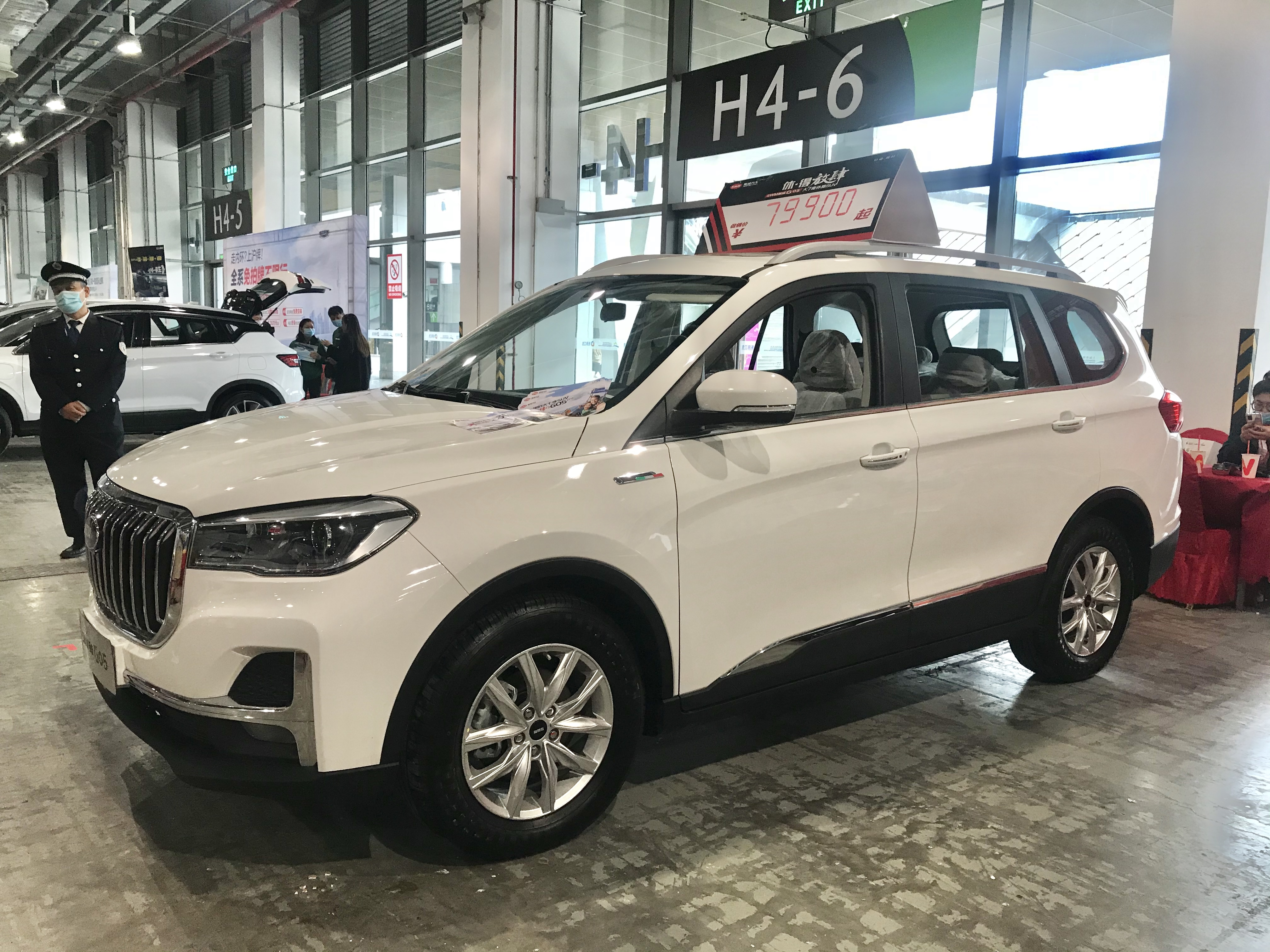
SWM G05
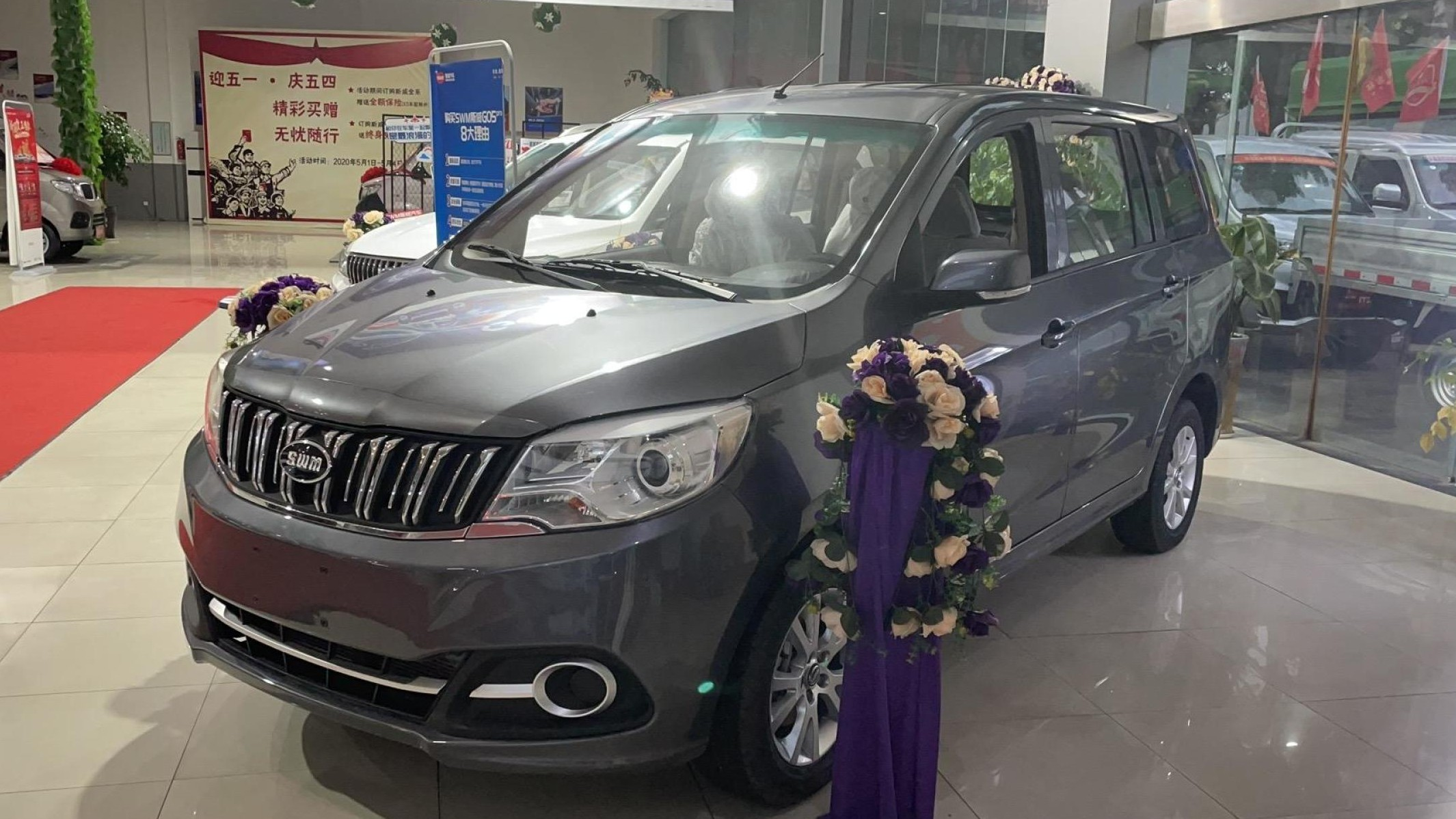
SWM X2
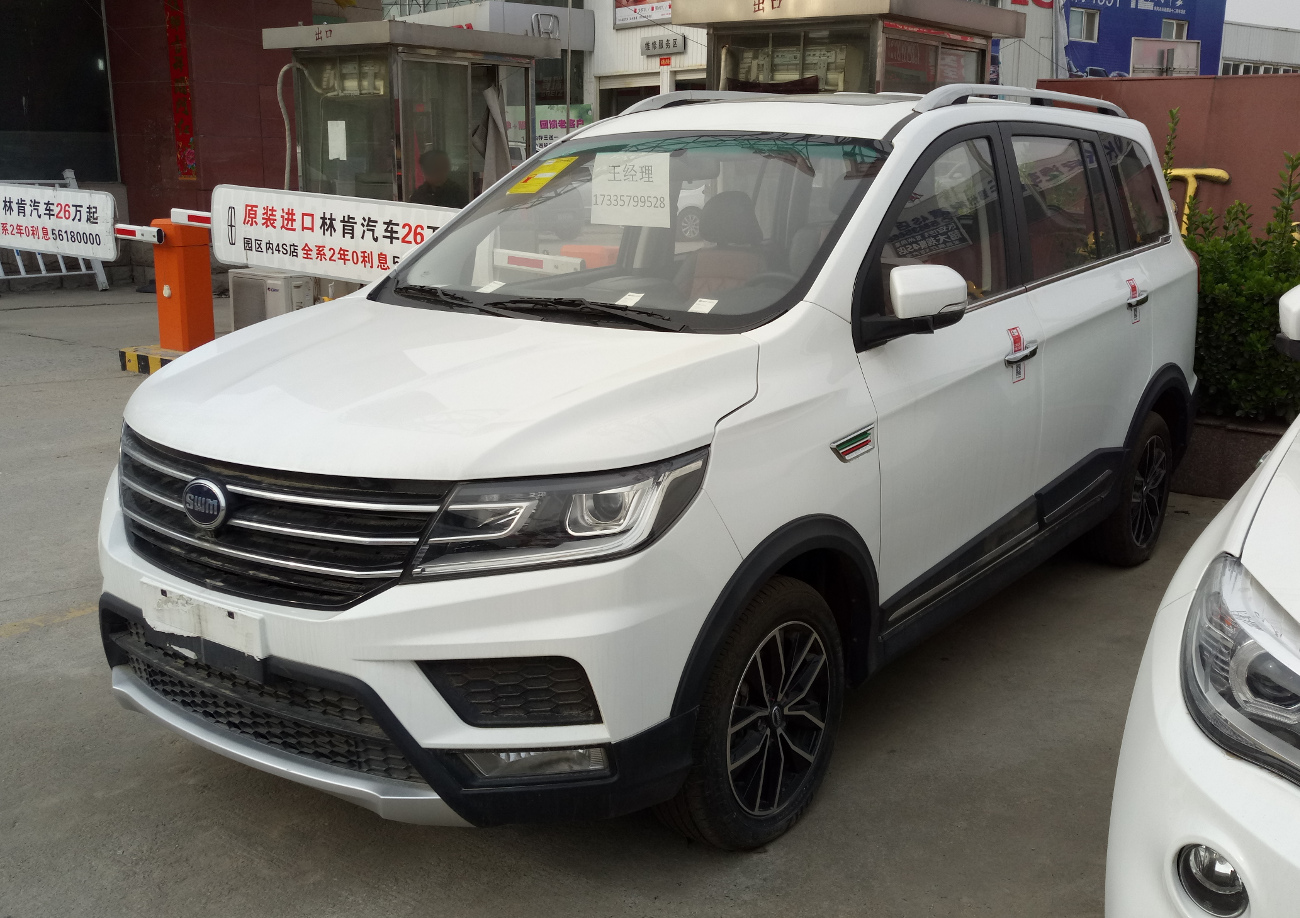
SWM X3
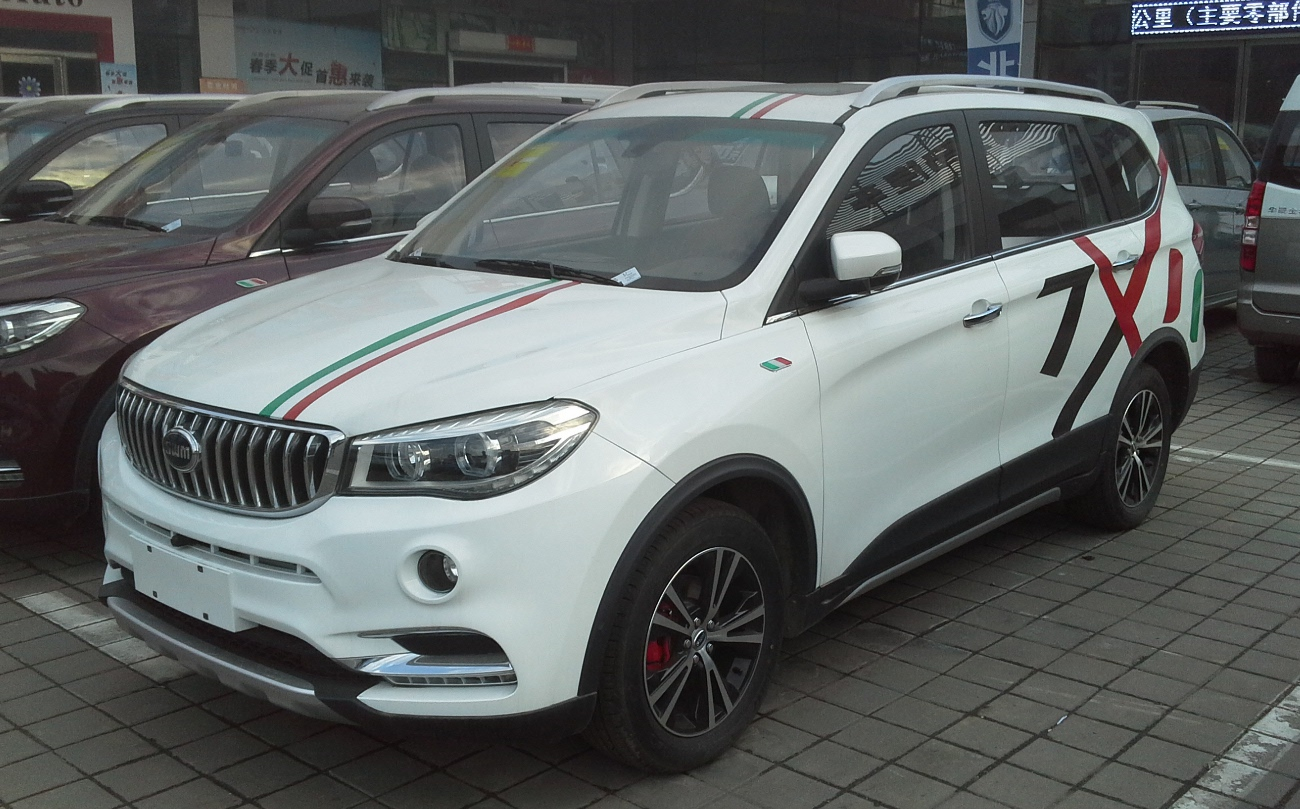
SWM X7